# Institut sud-africain des architectes
L' Institut sud-africain des architectes (SAIA) est une association d'instituts affiliés et régionaux qui promeut l'excellence de la conception architecturale en Afrique du Sud. Il a remplacé l'Institut des architectes sud-africains et un certain nombre d'organismes régionaux en 1996.

## Historique
SAIA a été créé en 1996, remplaçant l'Institut des architectes sud-africains (créé en 1927) et six instituts régionaux, à savoir Border, Cape, Eastern Province, KwaZulu-Natal, Orange Free State et Transvaal. L'adhésion est ouverte à tout architecte qualifié et à toute personne qui étudie pour devenir architecte.

## Activités
Depuis 2010, le SAIA organise une conférence et une exposition semestrielle pour partager des idées. En 2018, la conférence AZA s'est tenue conjointement à l'Université de Pretoria et à l'Université de technologie de Tshwane.

## Distinctions et prix
Les Corobrik SAIA Awards sont décernés lors d'une cérémonie biannuelle qui vise à reconnaître l'excellence de l'architecture en Afrique du Sud. Les prix d'excellence existent depuis 1990, tandis que les prix du mérite ont été instaurés en 1999. En 2016, sept prix d'excellence, sept prix de mérite et seize distinctions ont été décernés. En 2018, six prix d'excellence ont été décernés à cinq bâtiments et à un projet de recherche. Un total de vingt-quatre prix de mérite et cinq mentions élogieuses ont été attribués.
Le SAIA décerne également une médaille d'or pour l'architecture à une personne exceptionnelle, une médaille de distinction à quelqu'un qui a rendu des services distingués à la profession et un prix des écrivains et critiques d'architecture pour la contribution d'un individu à l'écriture ou à la critique architecturale.